# Brûlant (revue)
Pour les articles homonymes, voir brûlant.
Brûlant est une revue de petit format publiée dans la collection « Comics Pocket » des éditions Artima d'abord d’avril 1967 à avril 1977 (46 numéros) puis de décembre 1977 à mai 1981 (16 numéros).
Y furent publiés en français divers comics « guerriers » de chez DC des années 50 à 70, tels que G.I. Combat, Men of War, Our Army at War, Our Fighting Forces, Showcase, Star Spangled War Stories, Tomahawk, Weird War Tales, Weird Western Tales.